# 도기욱
도기욱(都基煜, 1965년 12월 7일 ~)은 대한민국 경상북도의회 의원이다.

## 학력
- 은계국민학교
- 은풍중학교
- 경안고등학교
- 안동대학교 경영학 학사
- 경북대학교 행정대학원 행정학 석사
- 경북대학교 대학원 정치학과 박사과정 수료

## 경력
- 2002년 7월 1일 ~ 2006년 6월 30일 : 제4대 예천군의회 의원
- 예천군 청년회의소 회장
- 예천군 탁구협회 회장
- 경북도립대학 강사
- 대구지방검찰청 상주지청 형사조정위원
- 은풍중학교 이사장
- 2010년 7월 1일 ~ 2014년 6월 30일 : 제9대 경상북도의회 의원
  - 2012.07 ~ 2014.06 : 제9대 경상북도의회 후반기 기획경제위원회 부위원장
- 2014년 7월 1일 ~ 2018년 6월 30일 : 제10대 경상북도의회 의원
  - 2016.07 ~ 2018.06 : 제10대 경상북도의회 후반기 기획경제위원회 위원장
- 2018년 7월 1일 ~ 2022년 6월 30일 : 제11대 경상북도의회 의원
  - 제11대 경상북도의회 제7기 정책연구위원회 위원
  - 2018.07 ~ 2020.06 : 제11대 경상북도의회 전반기 기획경제위원회 위원
  - 제11대 경상북도의회 감염병대책특별위원회 위원
  - 2020.07 ~ 2022.06: 제11대 경상북도의회 후반기 부의장
  - 제11대 후반기 행정자치위원회 위원
  - 제11대 경상북도의회 행정보건복지위원회 위원
- 2022년 7월 1일 ~ : 제12대 경상북도의회 의원
  - 2022.07 ~ 2024.06: 제12대 경상북도의회 전반기 문화환경위원회 위원
  - 제12대 경상북도의회 지방분권추진특별위원회 위원
  - 제12대 경상북도의회 전반기 제2기 예산결산특별위원회 위원
  - 제12대 경상북도의회 후반기 의회운영위원회 위원
  - 제12대 경상북도의회 후반기 행정보건복지위원회 위원

## 역대 선거 결과
|  | 65.77% |

|  | 10.39% |

|  | 41.37% |

|  | 51.17% |

|  | 58.21% |

|  | 79.97% |